# Карасу (Меркенский район)
Карасу (каз. Қарасу) — село в Меркенском районе Жамбылской области Казахстана. Входит в состав Таттинского сельского округа. Код КАТО — 315447300.

## Население
В 1999 году население села составляло 258 человек (132 мужчины и 126 женщин). По данным переписи 2009 года, в селе проживало 288 человек (130 мужчин и 158 женщин).